# Radvanovce
Radvanovce és un poble i municipi d'Eslovàquia. Es troba a la regió de Prešov, al nord del país.

## Història
La primera referència escrita de la vila data del 1349.

## Demografia
| Godina             | 1994 | 2004   | 2014    | 2024   |
| ------------------ | ---- | ------ | ------- | ------ |
| Nombre de persones | 176  | 190    | 211     | 213    |
| Diferència         |      | +7,95% | +11,05% | +0,94% |

| Godina             | 2023 | 2024   |
| ------------------ | ---- | ------ |
| Nombre de persones | 215  | 213    |
| Diferència         |      | −0,93% |